# 대한민국-포르투갈 관계
대한민국-포르투갈 관계(포르투갈어: Relações entre Portugal e Coreia do sul)은 대한민국과 포르투갈 간의 양자 관계이다. 양국은 1961년에 수교했으며, 그 뒤로 교류가 많아지고 있다.

## 역사
대한민국에서 포르투갈이 처음 알려진 시기는 조선 시대 당시에 포르투갈 천주교 선교사들에 의해 알려졌다. 광복 이후 대한민국과 포르투갈은 1961년에 수교했다. 포르투갈은 1988년 서울 올림픽에 자국 선수단을 파견했다. 
2014년에는 포르투갈 정상 중에서는 최초로 방한한 아니발 카바코 실바 대통령과 박근혜 대통령과 정상회담을 했으며, 이후에도 문화 교류가 많이 늘어나고 있다.
2018년 평창 올림픽 때에도 포르투갈은 자국 선수단을 파견했다. 그리고 포르투갈인과 한국인도 양국을 관광하는 경우가 많아지고 있다. 포르투갈의 축구선수인 크리스티아누 호날두는 대한민국에서도 유명하다. 그리고 포르투갈에서도 한류에 인기가 많아지고 있다.

## 교통 교류
포르투갈은 대한민국에서 이동거리가 가장 먼 유럽 국가이기도 하다. 그렇기 때문에 양국간 직항 노선이 존재하지 않는다. 주로 일반적으로 스페인, 프랑스, 독일, 영국, 이탈리아 등 기타 유럽 국가들이나 중동을 통해 입국이 가능하다. 아시아나항공은 전세편으로 인천국제공항과 리스본 공항을 잇는 직항 노선을 2019년 10월 28일부터 2020년 4월까지 운항했다. 양국 국민들은 해당 국가에 모두 90일동안 무비자 입국이 가능하다.